# Tikal
Tikal è la più estesa delle antiche città in rovina della civiltà Maya. Tikal si trova in Guatemala nel dipartimento di Petén. Attualmente fa parte del Parco nazionale di Tikal, sito segnalato dall'UNESCO come uno dei siti patrimonio dell'umanità. Tikal è una popolare meta turistica del Guatemala. Le città più vicine sono Flores e Santa Elena, a circa 30 chilometri di distanza.

## Ubicazione geografica
Le rovine si trovano in una pianura coperta di foresta pluviale, comprendente ceiba (Ceiba pentandra), albero sacro ai Maya, cedro tropicale (Cedrela odorata), mogano (Swietenia), oltre a piante epifite come orchidee e bromeliacee. Riguardo alla fauna del parco, si incontrano facilmente aguti, scimmie urlatrici, scimmie ragno, pappagalli verdi e formiche tagliatrici di foglie. Tra i mammiferi ci sono anche coati, tapiri, e felidi come giaguari, puma, ocelotti, maragay, giaguarundi. Alcuni uccelli presenti invecece sono i tacchini ocellati, Crax rubra, l'aquila della Guiana e l'aquila dal ciuffo ornata.

## Storia

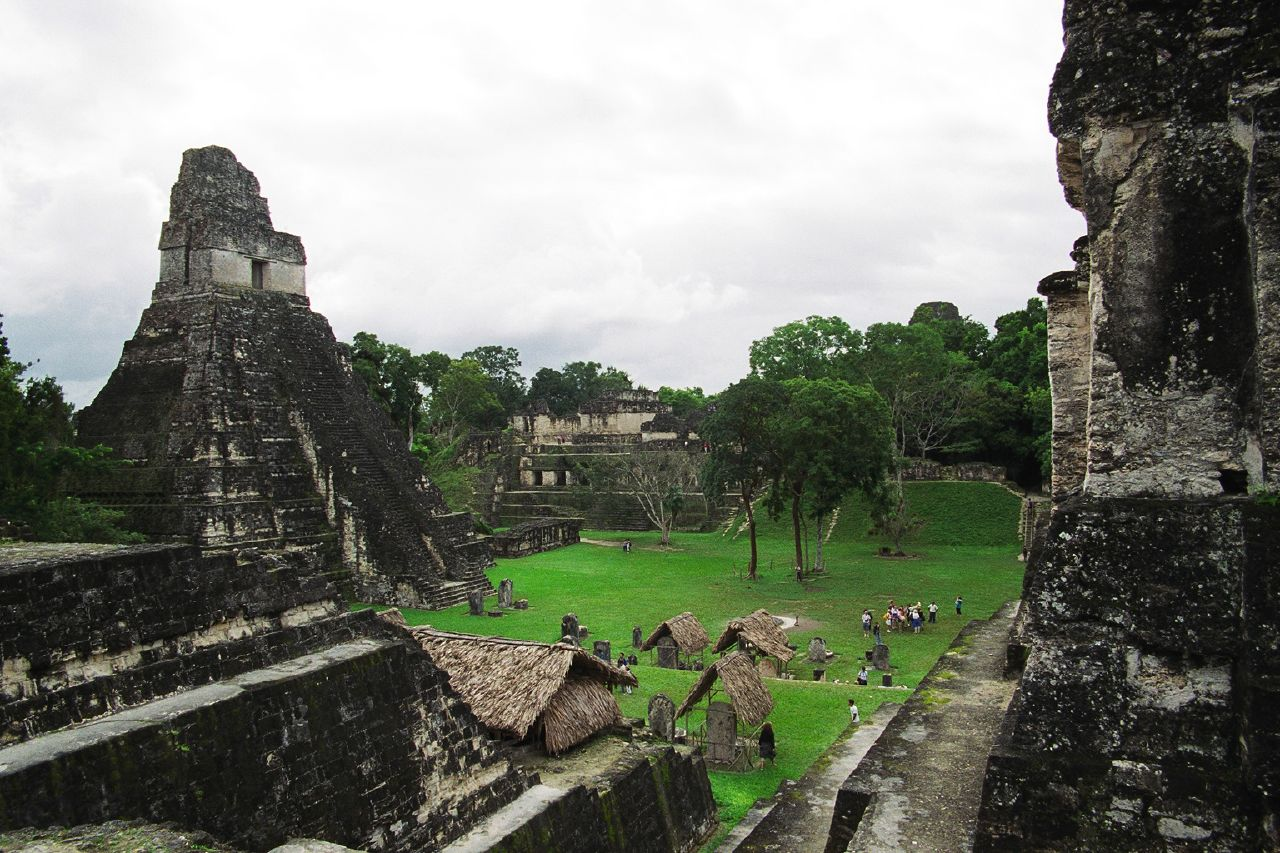
Tempio I, anche noto come Tempio del Giaguaro

Tikal è uno dei siti maya più antichi del Peten guatemalteco. Esso divenne uno dei maggiori centri di potere regionali subito dopo il collasso del Periodo Preclassico, epoca nella quale il potere politico e religioso si concentrava nel sito di El Mirador e nella vicina Nakbé. La cronologia di Tikal fino al III secolo è conosciuta solo parzialmente. Il fondatore della dinastia fu Yax Ehb Xook che dovrebbe essere vissuto attorno al 90 a.C. Il primo sovrano di cui abbiano una quantità interessante di dati storici è Chak Tok Ich'aak I. Vari frammenti di monumenti e varie ceramiche recano il suo nome. Dai pochi dati estraibili da questi testi possiamo desumere che la città godesse di una buona condizione economica e che fosse una tra le maggiori potenze politiche dell'area.
La vita politica di Tikal fu, poco dopo, stravolta da un evento ancora non completamente chiarito dagli studiosi: l'arrivo dei Teotihuacani. Teotihuacan era all'epoca la maggiore forza militare della Mesoamerica. Essa manteneva già rapporti commerciali con l'area maya, ma sembra che ciò non bastasse più ai suoi sovrani.
Il 31 gennaio 378 marca l'arrivo di Sihyaj K'ahk' di Teotihuacan a Tikal. Chak Tok Ich'aak I era morto da soli 15 giorni e non si hanno notizie di altri re insediati al momento dell'arrivo dell'esercito teotihuacano. Sihyaj K'ahk' iniziò da Tikal il riordino di tutto il Peten incoronando nuovi re e confermandone altri  già in carica. A Tikal il nuovo re fu Yax Nuun Ahyiin I, figlio del re di Teotihuacan e di una principessa maya di Tikal. Il regno di Yax Nuun Ahyiin I è caratterizzato dalla massiccia presenza di iconografia teotihuacana nell'arte pubblica. Non esiste un solo esempio di ritratto di Yax Nuun Ahyiin I che sia in stile maya. Alla sua morte lo seguì sul trono il figlio Siyaj Chan K'awiil II. Egli fece erigere la celebre Stele 31, ove lo si vede vestito come re Maya, affiancato su entrambi i lati da immagini del padre in abiti di stile teotihuacano.
La città, che raggiunse il suo massimo splendore tra il 700 e l'800 d.C., venne realizzata rispettando un codice simbolico relativo alle credenze cosmiche Maya. Numerosi templi, caratterizzati per lo sviluppo verticale, sorgono presso la Grande Piazza Centrale, come la piramide a nove corpi (gradoni), a cui venne aggiunto un fastigio decorato. Spesso ospitano ancora intatti ampi corredi funerari. Il centro di culto è composto da sette complessi architettonici che ospitano stele ed altari. L'Acropoli invece non sembra essere stata destinata ai riti di culto, ma ad un uso residenziale.

## Piramidi
Straordinarie per grandezza e stile (linee slanciate, notevoli fastigi) sono le piramidi di Tikal; tutte del periodo classico, ad eccezione delle strutture nella zona denominata Mundo Perdido (pre-classico). Nel periodo di massimo splendore Tikal annoverava circa 200 templi. I maggiori sono:
Tempio 4, Serpente Bicefalo (64 metri);
Tempio 5 (58 metri);
Tempio 3, Gran Sacerdote (55 metri);
Tempio 1, Gran Giaguaro (48 metri);
Tempio 2, delle Maschere (quasi 40 metri);
Tempio 6, delle Iscrizioni;
la Grande Piramide del Mundo Perdido (periodo pre-classico) alta circa 30 metri.
La monumentale Acropoli Nord conteneva circa sedici templi (il tempio 33 il più grande alto 30 metri);
l'Acropoli Sud era composta da sette piattaforme (tra i 30 e 40 metri d'altezza), alla sommità una piramide superiore ai 20 metri.
I complessi doppio-piramidali (innovazione di Tikal, nove in tutto).
La piazza dei Sette Templi (con strutture piccole e similari).

## Regnanti[3]

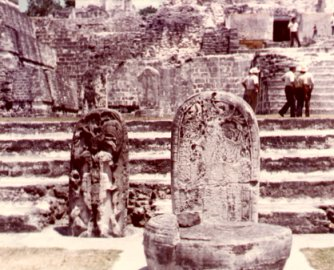
Stele sulla piazza principale di Tikal

- Yax Ehb' Xook ca. 60 d.C. - il fondatore della dinastia
- ? - B'ahlam ("Giaguaro Foliato")tra il primo ed il secondo secolo
- "Animale Copricapo" ca. secondo secolo
- Siyaj Chan K'awiil ("Cielo Tormentoso I") ca. 307 d.C.
- Ix Une' B'alam ("Giaguaro Bambino") attorno al 317 d.C.
- K'inich Muwaan Jol - morto nell'359 d.C.
- Chak Tok Ich'aak I ("Artiglio Giaguaro I") incoronazione 360 d.C. - morte 378 d.C.
- Yax Nuun Ahyiin I ("Naso Ricurvo I") incoronazione 379 d.C. - morte 404 d.C.
- Siyah Chan K'awiil II ("Cielo Tormentoso II") incoronazione 411 d.C.- morte 456 d.C.
- K'an-Chitam ("Cingiale Kan") nato 458 d.C. - incoronazione 486 d.C.
- Chak Tok Ich'aak II ("Artiglio Giaguaro II") morte 508 d.C.
- "Signora di Tikal" nata 504 d.C. - incoronazione 511 d.C.
- Kalomte' Balam ("Testa Arrotolata") attorno al 511 d.C.
- "Artiglio di Animale" quinto secolo
- Wak Chan K'awiil ("Doppio Uccello") - incoronazione 537 d.C.
- K'inich Waaw ("Cranio Animale") tra il 593 d.C. ed il 628 d.C.
- 23º re
- 24º re
- Nuun Ujol Chaak attorno all'650 d.C.
- Jasaw Chan K'awiil I Ah Cacao,("Signore A") incoronazione 682 d.C.
- Yik'in Chan K'awiil ("Signore B") incoronazione 734 d.C.
- 28º re attorno all'760 d.C.
- Yax Nuun Ahyiin II ("Signore C") incoronazione 768 d.C.
- Nuun Ujol K'inich ca. 800 d.C.
- "Cielo Scuro" Chitam ca. 810 d.C.
- "Gioiello K'awiil" ca. 849 d.C.
- Jasaw Chan K'awiil II attorno all'869 d.C.

## Tikal nella cultura di massa

### Cinema
Tikal è stata utilizzata come scenografia della base ribelle di Yavin 4 nel primo film della saga di  Star Wars, uscito nel 1977.

### Giochi da tavolo
Nel 1999 la casa editrice tedesca di giochi Ravensburger ha pubblicato Tikal, un gioco da tavolo in stile tedesco di Wolfgang Kramer e Michael Kiesling; il gioco ha vinto vari premi, tra cui il prestigioso Spiel des Jahres nel 1999.